# UFC on ESPN: Dolidze vs. Hernandez
UFC on ESPN: Dolidze vs. Hernandez (conosciuto anche come UFC on ESPN 72 oppure UFC Vegas 109) è stato un evento di arti marziali miste tenuto dalla Ultimate Fighting Championship il 9 agosto 2025 all'UFC Apex di Las Vegas, negli Stati Uniti.

## Risultati
|                  | Divisione             |                        |                 |                     | Metodo                                      | Round           | Tempo           | Premio          |
| Card Principale  | Card Principale       | Card Principale        | Card Principale | Card Principale     | Card Principale                             | Card Principale | Card Principale | Card Principale |
| ---------------- | --------------------- | ---------------------- | --------------- | ------------------- | ------------------------------------------- | --------------- | --------------- | --------------- |
|                  | Pesi medi             | Anthony Hernandez      | batte           | Roman Dolidze       | Sottomissione (rear-naked choke)            | 4               | 2:45            | POTN            |
|                  | Pesi gallo            | Steve Erceg            | batte           | Ode' Osbourne       | Decisione unanime (29–28, 29–28, 29–28)     | 3               | 5:00            |                 |
|                  | Pesi paglia femminili | Iasmin Lucindo         | batte           | Angela Hill         | Decisione unanime (30–27, 30–27, 29–28)     | 3               | 5:00            |                 |
|                  | Pesi piuma            | Andre Fili             | batte           | Christian Rodriguez | Decisione non unanime (29–28, 28–29, 30–27) | 3               | 5:00            |                 |
|                  | Pesi gallo            | Jean Matsumoto         | batte           | Miles Johns         | Decisione non unanime (29–28, 28–29, 29–28) | 3               | 5:00            |                 |
|                  | Pesi medi             | Christian Leroy Duncan | batte           | Eryk Anders         | KO tecnico (gomitata girata e pugni)        | 1               | 3:53            | POTN            |
| Card Preliminari |                       |                        |                 |                     |                                             |                 |                 |                 |
|                  | Pesi mediomassimi     | Julius Walker          | batte           | Rafael Cerqueira    | Decisione unanime (30–27, 30–27, 30–26)     | 3               | 5:00            |                 |
|                  | Pesi gallo            | Elijah Smith           | batte           | Toshiomi Kazama     | KO (slam)                                   | 1               | 4:10            | POTN            |
|                  | Pesi gallo femminili  | Joselyne Edwards       | batte           | Priscila Cachoeira  | KO (pugni)                                  | 1               | 2:24            | POTN            |
|                  | Pesi welter           | Uroš Medić             | batte           | Gilbert Urbina      | KO (pugno)                                  | 1               | 1:03            |                 |
|                  | Pesi mosca femminili  | Gabriella Fernandes    | batte           | Julija Stoliarenko  | Decisione unanime (30–27, 29–28, 29–28)     | 3               | 5:00            |                 |
|                  | Pesi mediomassimi     | Eric McConico          | batte           | Cody Brundage       | Decisione non unanime (29–28, 27–30, 29–28) | 3               | 5:00            |                 |

## Premi
I lottatori premiati ricevettero un bonus di 50.000 dollari.
Legenda:
- FOTN: Fight of the Night (vengono premiati entrambi gli atleti per il miglior incontro dell'evento)
- POTN: Performance of the Night (viene premiato il vincitore per la migliore performance dell'evento)